# Your eyes only 〜曖昧なぼくの輪郭〜
「Your eyes only 〜曖昧なぼくの輪郭〜」（ユア アイズ オンリー あいまいなぼくのかたち）は、EXILEのデビューシングル。2001年9月27日にrhythm zoneから発売。

## 概要
フジテレビ系月9ドラマ『できちゃった結婚』の挿入歌を担当することが決まっていたアーティストが、何らかの事情で担当を取り止めることになった。テレビ局や挿入歌の作曲者であるFace 2 fAKEは、代わりとして既にドラマ主題歌とサウンドトラックのリリースを担当することが決まっていたavexならスムーズだと判断し、avexに声をかけた。これによりJ Soul Brothersが抜擢された。J Soul Brothersの新ボーカルATSUSHIとSHUNは、レコーディングが初対面だった。
ドラマは、2001年7月2日から放送開始となった。ドラマのクレジットでは挿入歌を担当しているアーティスト名をあえて伏せていたが、第7話放送の数日前にあたる8月10日、J Soul Brothersの公式サイトにて、ドラマ挿入歌「Your eyes only」は新ボーカルを迎えたJ Soul Brothersの曲であることが明かされ、9月27日にシングルとして発売する予定であることも発表された。第10話放送の前日にあたる9月2日には、グループ名をJ Soul Brothersから"EXILE"と改名して再始動することが発表され、J Soul Brothersの新曲だった「Your eyes only」がEXILEのデビュー作として発売されるに至った。
オリコン週間シングルランキングでは初登場8位、最高4位を記録した。2006年6月時点の累積売上は24.9万枚である。
2001年12月12日にRhythm REPUBLICからアナログ盤が発売された。
EXILEと髙橋ヒロシ、山口陽史による漫画「エグザムライ戦国」の第一巻の裏表紙のイラストは、このシングルのジャケット写真がモチーフとなっている。
EXILE第二章以降発売のシングル「The Birthday 〜Ti Amo〜」、ベストアルバム『EXILE BALLAD BEST』『EXTREME BEST』には、ATSUSHI、TAKAHIROによって再録された表題曲が収録されている。

## 収録曲

### シングル盤
1. Your eyes only 〜曖昧なぼくの輪郭〜
作詞：Kenn Kato / 作曲・編曲：Face 2 fAKE
2. Your eyes only
  - 表題曲の英語バージョン
  - フジテレビ系月9ドラマ『できちゃった結婚』挿入歌
3. Your eyes only 〜曖昧なぼくの輪郭〜（Instrumental）

### アナログ盤
※リミックスは後に2ndシングル「Style」カップリングにも収録。
1. Your eyes only 〜曖昧なぼくの輪郭〜（Junior's Transpacific Mix）
編曲： Junior Vasquez
2. Your eyes only 〜曖昧なぼくの輪郭〜（Eric Kupper Classic Mix）
編曲： Eric Kupper for Hysteria Productions
3. Your eyes only 〜曖昧なぼくの輪郭〜
4. Your eyes only

## 収録アルバム
Your eyes only 〜曖昧なぼくの輪郭〜
- our style（Your Eyes Only）
- PERFECT BEST
  - SINGLE BEST
- The Birthday 〜Ti Amo〜（再録）
- EXILE BALLAD BEST（再録）
- EXTREME BEST（再録）

## サンプリング
- RYUJI IMAICHI「THROWBACK pt.2」（2021年、アルバム『CHAOS CITY』収録）
- GENERATIONS from EXILE TRIBE「My Turn feat. JP THE WAVY」（2022年、シングル『愛傷/My Turn feat. JP THE WAVY』収録）